# Завитне Бажання
Завитне Бажання (укр. Завітне Бажання) — село в Старомлыновской сельской общине Волновахского района Донецкой области Украины.

## Общие сведения
Население по переписи 2001 года составляло 513 человек. Почтовый индекс — 85552. Телефонный код — 6243.

## Расположение
Село расположено на левом берегу р. Мокрые Ялы. На расстоянии в 3 км от центра общины.

## Местная власть
85552, Донецкая область, Волновахский район, с. Старомлыновка, ул. Центральная, 97.